# Kim (Familienname)
Kim (김) ist in Korea der häufigste Familienname, abgeleitet von chinesisch „Jin“ (金) für Gold, Metall. Wenn dieses Zeichen nicht als Nachname verwendet wird, wird es im koreanischen „Geum“ (금) geschrieben und gesprochen. Hierbei ist anzumerken, dass „Kim“ eigentlich eher wie „Gim“ ausgesprochen wird, man sich aber bei der Festlegung der Umschrift auf diese Schreibweise einigte, da diese für Amerikaner näherlag und zudem der Laut im Koreanischen „emphatisch“ ausgesprochen wird und deshalb zwischen g und k zu liegen scheint.
In Deutschland und Österreich tragen ca. 1500 Familien diesen Namen. Dies sind hauptsächlich Einwanderer, Gaststudenten oder Gastarbeiter aus Korea. Nach einer statistischen Analyse anhand von Familienbüchern soll es im Jahre 500 in Korea etwa 10.000 Kims gegeben haben.

## Namensträger
(in Korea wird üblicherweise der Familienname zuerst genannt):

### A
- Kim A-lang (* 1995), südkoreanische Shorttrackerin
- Ae Hee Kim (jetzt Ae Hee Kim-Götz) (* 1960), deutsch-koreanische Volleyballspielerin
- Kim Ae-ran (* 1980), südkoreanische Schriftstellerin
- Kim Ah-jung (* 1982), südkoreanische Schauspielerin
- Alexander Kiirowitsch Kim (* 1945), sowjetisch-russischer Informatiker
- Alexei Rostislawowitsch Kim (* 1958), russischer Generaloberst
- Alicia Hannah-Kim (* 1982), koreanisch-australische Schauspielerin
- Anatoli Andrejewitsch Kim (* 1939), russischer Schriftsteller
- André Kim (1935–2010), südkoreanischer Modedesigner
- Andreas Kim Taegon (1821–1846), koreanischer Priester
- Andy Kim (Musiker) (* 1946), kanadischer Sänger und Komponist
- Andy Kim (Politiker) (* 1982), amerikanischer Politiker
- Angelo Kim Nam-su (1922–2002), koreanischer Geistlicher, Bischof von Suwon
- Anna Kim (* 1977), österreichische Schriftstellerin
- Anthony Kim (* 1985), US-amerikanischer Golfspieler
- Augustine Kim Jae Deok (1901–1988), koreanischer Geistlicher, Bischof von Jeonju
- Augustinus Kim Jong-soo (* 1956), nordkoreanischer Geistlicher, Bischof von Daejeon

### B
- Bartholomew Kim Kyon Pae (1906–1960), koreanischer Geistlicher, Titularbischof von Agbia
- Benny Kim (* 1962), US-amerikanischer Geiger
- Bitna Kim, US-amerikanische Kriminologin
- Kim Bo-hyon (1871–1955), Bauer aus der Provinz Süd-Pyongan
- Kim Bo-kyung (Fußballspieler) (* 1989), südkoreanischer Fußballspieler
- Kim Bo-kyung (* 1987), südkoreanische Sängerin, siehe Stephanie (Sängerin, 1987)
- Kim Bo-ram (* 1973), südkoreanischer Bogenschütze
- Kim Bo-reum (* 1993), südkoreanische Eisschnellläuferin
- Kim Bo-yong (* 1997), südkoreanischer Fußballspieler
- Kim Bok-rae (* 1977), südkoreanische Tischtennisspielerin
- Kim Bok-soon (* 1950), nordkoreanische Eisschnellläuferin
- Kim Bong-han (1916–1966?), nordkoreanischer Mediziner
- Kim Bong-hwan (* 1939), nordkoreanischer Fußballspieler
- Kim Bong-jin (* 1990), südkoreanischer Fußballspieler
- Kim Bong-jun (* 1964), südkoreanischer Boxer
- Kim Bong-seok (* 1979), US-amerikanischer Freestyle-Skier südkoreanischer Herkunft, bekannt als Toby Dawson
- Kim Bong-soo (* 1962), südkoreanischer Tennisspieler
- Kim Bong-soo (Fußballspieler) (* 1970), koreanischer Fußballspieler
- Kim Boo-kyum (* 1958), südkoreanischer Politiker
- Bora Kim (* 1992), französischer E-Sportler
- Kim Bu-sik (1075–1151), koreanischer Geschichtsschreiber und Politiker
- Kim Bub-min (* 1991), südkoreanischer Bogenschütze
- Kim Bum (* 1989), südkoreanischer Schauspieler
- Kim Byeong-eon (* 1951), südkoreanischer Schriftsteller
- Kim Byong-hwa (1936–2021), nordkoreanischer Dirigent
- Kim Byong-oh (* 1989), südkoreanischer Fußballspieler
- Kim Byoung-jun (* 1991), südkoreanischer Hürdenläufer
- Byung Chul Kim (* 1974), südkoreanischer Künstler
- Kim Byung-ji (* 1970), südkoreanischer Fußballspieler
- Kim Byung-soo (* 1970), südkoreanischer Fußballspieler und -trainer

### C
- Kim Ch’ae-wŏn (* 1946), südkoreanischer Schriftstellerin
- Kim Ch’aek (1903–1951), nordkoreanischer General und Politiker
- Kim Chae-ryong, nordkoreanischer Politiker
- Kim Chae-un (* 2000), südkoreanischer Fußballspieler
- Kim Chae-won (* 2000), südkoreanische Sängerin
- Kim Chae-yeon (Turnerin) (* 1998), südkoreanische Turnerin
- Kim Chae-yeon (Volleyballspielerin) (* 1999), südkoreanische Volleyballspielerin
- Kim Chae-yeon (Eiskunstläuferin) (* 2006), südkoreanische Eiskunstläuferin
- Kim Chan-mi (* 1993), südkoreanische Badmintonspielerin
- Kim Chan-young (* 1989), südkoreanischer Fußballspieler
- Kim Chang-ae, nordkoreanische Tischtennisspielerin
- Kim Chang-bok (* 1959), nordkoreanischer Fußballtrainer
- Kim Chang-ho (1969–2018), südkoreanischer Bergsteiger
- Kim Chang-min (Übersetzer) (* 1960), südkoreanischer Hispanist und Übersetzer
- Kim Chang-min (Curler) (* 1985), südkoreanischer Curler
- Kim Chang-min (Eishockeyspieler) (* 1988), nordkoreanischer Eishockeyspieler
- Kim Chang-ok (* 1975), nordkoreanische Marathonläuferin
- Kim Chang-soo (* 1985), südkoreanischer Fußballspieler
- Kim Chang-sop (1946–2020), nordkoreanischer Politiker und Generaloberst
- Celia Kim (* 1977), deutsche Schauspielerin
- Kim Cheol-min (* 1992), südkoreanischer Eisschnellläufer
- Kim Cherry (* 2000), südkoreanische Tennisspielerin
- Kim Chi-ha (1941–2022), südkoreanischer Schriftsteller
- Chloe Kim (* 2000), US-amerikanische Snowboarderin
- Kim Cho-hi (* 1996), südkoreanische Curlerin
- Kim Cho-rong (* 1988), südkoreanische Leichtathletin
- Kim Chol-bom (* 1985), nordkoreanischer Eishockeyspieler
- Kim Chol-gwang (* 1991), nordkoreanischer Eishockeyspieler
- Kim Chol-ho (* 1986), nordkoreanischer Fußballspieler
- Kim Chol-hyok (Eishockeyspieler, 1992) (* 1992), nordkoreanischer Eishockeyspieler
- Kim Chol-hyok (Eishockeyspieler, 1993) (* 1993), nordkoreanischer Eishockeyspieler
- Kim Chol-jin (* 1978), nordkoreanischer Gewichtheber
- Kim Chol-ryong (* 1972), nordkoreanischer Skirennläufer
- Kim Chon-man (* 1987), nordkoreanischer Wasserspringer
- Kim Chong-in (* 1940), südkoreanischer Politiker
- Kim Choon-bong (* 1941), nordkoreanischer Eisschnellläufer
- Kim Chul-ho (* 1961), südkoreanischer Boxer
- Kim Chul-hwan (1954–2018), koreanischer Taekwondoin
- Kim Chun-wol (* 1974), nordkoreanische Eisschnellläuferin
- Kim Chung-mi (* 2003), nordkoreanische Fußballspielerin
- Kim Chung-sim (* 1990), nordkoreanische Fußballspielerin
- Kim Chung-tae (* 1980), südkoreanischer Bogenschütze
- Kim Chunsu (1922–2004), südkoreanischer Lyriker
- Kim Chwa-chin (1889–1930), koreanischer Anarchist

### D
- Daniel Kim (* 1977), koreanischer Opernsänger (Tenor)
- Daniel Dae Kim (* 1968), südkoreanisch-US-amerikanischer Schauspieler
- Kim Da-bin (* 1997), südkoreanische Tennisspielerin
- Kim Da-gyeom (* 1997), südkoreanischer Shorttracker
- Kim Da-mi (* 1995), südkoreanische Schauspielerin
- Kim Da-sol (Fußballspieler) (* 1989), südkoreanischer Fußballtorhüter
- Kim Da-sol (* 1989), südkoreanischer Pianist, siehe Dasol Kim
- Kim Da-sol (Volleyballspielerin) (* 1997), südkoreanische Volleyballspielerin
- Dasol Kim (* 1989), südkoreanischer Pianist
- Kim Dae-eui (* 1974), südkoreanischer Fußballspieler und -trainer
- Kim Dae-eun (Turner) (* 1984), südkoreanischer Turner
- Kim Dae-eun (* 1990), südkoreanischer Badmintonspieler
- Kim Dae-ho (Leichtathlet), südkoreanischer Geher
- Kim Dae-ho (Fußballspieler, 1988) (* 1988), südkoreanischer Fußballspieler
- Kim Dae-ho, früherer Name von Kim Min-jun (Fußballspieler, 1994) (* 1994), südkoreanischer Fußballspieler
- Kim Dae-hyun (* 1993), südkoreanischer Sänger
- Kim Dae-jung (1925–2009), südkoreanischer Politiker, Präsident 1998 bis 2003
- Kim Dae-sung (* 1984), südkoreanischer Badmintonspieler
- Kim Dae-un (* 2003), südkoreanische Leichtathletin
- Kim Dae-yong (* 1982), südkoreanischer Fußballschiedsrichter
- Daul Kim (1989–2009), südkoreanisches Model
- Kim Deok-hyeon (* 1985), südkoreanischer Weit- und Dreispringer
- Dmitri Kim (* 1989), usbekischer Taekwondoin
- Kim Do-heon (* 1982), südkoreanischer Fußballspieler
- Kim Do-hoon (* 1973), südkoreanischer Fußballspieler
- Kim Do-hyun (Fußballspieler, 2006) (* 2006), südkoreanischer Fußballspieler
- Kim Do-keun (* 1972), südkoreanischer Fußballspieler
- Kim Do-kyoum (* 1993), südkoreanischer Shorttracker
- Kim Do-kyun (* 1977), südkoreanischer Fußballspieler und -trainer
- Kim Do-yeon (Fußballspielerin, 1988) (* 1988), südkoreanische Fußballspielerin
- Kim Do-yeon (Fußballspieler, 1989) (* 1989), südkoreanischer Fußballspieler
- Kim Do-yeon (Leichtathletin) (* 1993), südkoreanische Leichtathletin
- Kim Do-yeon (Sängerin) (* 1999), südkoreanische Popsängerin
- Kim Dong-chan (* 1986), südkoreanischer Fußballspieler
- Kim Dong-choon (* 1959), südkoreanischer Soziologe
- Kim Dong-ha (* 1995), südkoreanischer E-Sportler
- Kim Dong-hak (* 1967), südkoreanischer Janggispieler
- Kim Dong-hun (* 1986), südkoreanischer Radrennfahrer
- Kim Dong-hwan (* 1984), südkoreanischer Eishockeyspieler
- Kim Dong-hyeon (Rennrodler) (* 1991), südkoreanischer Rennrodler
- Kim Dong-hyun (Kampfsportler) (* 1981), südkoreanischer Kampfsportler
- Kim Dong-hyun (Fußballspieler) (* 1984), südkoreanischer Fußballspieler
- Kim Dong-hyun (Fußballspieler, 1997) (* 1997), südkoreanischer Fußballspieler
- Kim Dong-hyun (Fußballspieler, 2000) (* 2000), südkoreanischer Fußballspieler
- Kim Dong-hyun (Bobfahrer) (* 1987), südkoreanischer Bobfahrer
- Kim Dong-hyun (E-Sportler) (* 1992), südkoreanischer E-Sportler
- Kim Dong-hyun (Tischtennisspieler) (* 1994), südkoreanischer Tischtennisspieler
- Kim Dong-hyun (Tennisspieler) (* 1978), südkoreanischer Tennisspieler
- Kim Dong-in (* 1982), südkoreanischer Fußballschiedsrichter
- Kim Dong-jin (Schiedsrichter) (* 1973), südkoreanischer Fußballschiedsrichter
- Kim Dong-jin (Fußballspieler) (* 1982), südkoreanischer Fußballspieler
- Dongkyu Leo Kim (* 1994), südkoreanischer Pianist
- Kim Dong-moon (* 1975), südkoreanischer Badmintonspieler
- Kim Dong-seon (* 1989), südkoreanischer Dressurreiter
- Kim Dong-su (* 1995), südkoreanischer Fußballspieler
- Kim Dong-sung (Illustrator) (* 1970), südkoreanischer Illustrator
- Kim Dong-sung (Shorttracker) (* 1980), südkoreanischer Shorttracker
- Kim Dong-won (Perkussionist) (* 1965), koreanischer Perkussionist
- Dong-Won Kim (Sänger), koreanischer Opernsänger (Tenor)
- Kim Dong-wook (* 1993), südkoreanischer Shorttracker
- Kim Dong-yeon (* 1957), südkoreanischer Politiker
- Kim Dong-yong (* 1990), südkoreanischer Ruderer
- Kim Doo-kwan (* 1959), südkoreanischer Politiker
- Kim Doo-young (* 1952), südkoreanischer Jurist und Diplomat
- Kim Du-bong (1886–1958?), nordkoreanischer Politiker
- Kim Duk-koo (1959–1982), südkoreanischer Boxer
- Kim Duk-soo (* 1952), südkoreanischer Performancekünstler

### E
- Earl Kim (1920–1998), US-amerikanischer Komponist und Musikpädagoge
- Eric Kim (Cellist), US-amerikanischer Cellist und Musikpädagoge
- Eric Hyoun-Cheoul Kim (* 1977), kanadischer Comiczeichner
- Esther Kim (* 1977), südkoreanisch-deutsche Pianistin
- Kim Eu-ro (* 1999), südkoreanischer Radrennfahrer
- Kim Eun-ho (* 1996), südkoreanischer Skilangläufer
- Kim Eun-jung (Fußballspieler) (* 1979), südkoreanischer Fußballspieler und -trainer
- Kim Eun-jung (Fußballspielerin) (* 1980), südkoreanische Fußballspielerin und -trainerin
- Kim Eun-jung (Leichtathletin) (* 1983), südkoreanische Marathonläuferin
- Kim Eun-jung (Curlerin) (* 1990), südkoreanische Curlerin
- Kim Eun-mi (* 1975), südkoreanische Handballspielerin
- Eugene Kim, US-amerikanischer Schauspieler und Synchronsprecher
- Eun Sun Kim (* 1980), südkoreanische Dirigentin

### G
- Kim Ga-eun (* 1998), südkoreanische Badmintonspielerin
- Kim Ga-hye (* 1981), südkoreanische Squashspielerin
- Kim Ga-young (* 1983), südkoreanische Poolbillardspielerin
- Gail Kim (* 1977), kanadische Wrestlerin, Schauspielerin und Model
- Kim Geon-hee (* 2000), südkoreanische Shorttrackerin
- Kim Geun-cheol (* 1983), südkoreanischer Fußballspieler
- Kim Geun-ho (* 1984), südkoreanischer Eishockeyspieler
- Kim Geun-tae (1947–2011), südkoreanischer Politiker
- Kim Gi-dong (* 1972), südkoreanischer Fußballspieler und -trainer
- Kim Gi-jung (* 1990), südkoreanischer Badmintonspieler
- Kim Gil-li (* 2004), südkoreanische Shorttrackerin
- Kim Gil-shik (* 1978), südkoreanischer Fußballspieler und -trainer
- Kim Go-eun (* 1991), südkoreanische Schauspielerin
- Kim Gu (1876–1949), koreanischer Politiker
- Kim Gun-woo (* 1998), südkoreanischer Shorttracker
- Kim Gwang-jin (Freestyle-Skier) (* 1995), südkoreanischer Freestyle-Skier
- Kim Gwang-jin (Turner) (* 1956), nordkoreanischer Kunstturner
- Kim Gwang-seon (* 1946), südkoreanischer Radrennfahrer
- Kim-Jho Gwangsoo (* 1965), südkoreanischer Filmregisseur und Drehbuchautor
- Kim Gwi-hyeon (* 1990), südkoreanisch-kanadischer Fußballspieler
- Kim Gwi-jin (* 1945), südkoreanische Eisschnellläuferin
- Kim Gwong-hyong (* 1946), nordkoreanischer Ringer
- Kim Gye-jong (* 1956), nordkoreanischer Bogenschütze
- Kim Gyeong-min (* 1990), südkoreanischer Fußballspieler
- Kim Gyu-ri (Schauspielerin, Juni 1979) (eigentlich Kim Mun-seon; * 1979), südkoreanische Schauspielerin
- Kim Gyu-ri (Schauspielerin, August 1979) (ursprünglich Kim Min-sun; * 1979), südkoreanische Schauspielerin
- Kim Gyu-ri (Schauspielerin, 2008) (* 2008), südkoreanische Schauspielerin

### H
- Kim Ha-gi (* 1958), südkoreanischer Schriftsteller
- Kim Ha-na (Leichtathletin) (* 1985), südkoreanische Leichtathletin
- Kim Ha-na (Badminton) (* 1989), südkoreanische Badmintonspielerin
- Kim Ha-neul (* 1978), südkoreanische Schauspielerin
- Kim Ha-yun (* 2000), südkoreanische Judoka
- Kim Hae-jin (* 1997), südkoreanische Eiskunstläuferin
- Kim Hae-sook (* 1955), südkoreanische Schauspielerin
- Kim Hae-sung (Eiskunstläuferin) (* 1966), südkoreanische Eiskunstläuferin
- Kim Hae-sung (Tennisspielerin) (* 1987), südkoreanische Tennisspielerin
- Kim Hae-sung (Schauspieler) (* 1991), südkoreanischer Schauspieler
- Kim Haeng-jik (* 1992), südkoreanischer Karambolagespieler
- Kim Hak-beom (* 1960), südkoreanischer Fußballspieler und -trainer
- Kim Hak-chul (* 1972), südkoreanischer Fußballtrainer und -spieler
- Kim Hak-kyun (* 1971), südkoreanischer Badmintonspieler
- Kim Han-sol (Enkel von Kim Jong-il) (* 1995), Mitglied der Kim-Dynastie
- Kim Han-sol (Turner) (* 1995), südkoreanischer Turner
- Kim Hee-ae (* 1967), südkoreanische Schauspielerin
- Kim Hee-chul (* 1983), südkoreanischer Sänger und Schauspieler
- Kim Hee-gon (* 1985), südkoreanischer Fußballschiedsrichter
- Kim Hee-sun (Leichtathletin) (* 1963), südkoreanische Hochspringerin
- Kim Hee-sun (Schauspielerin) (* 1977), südkoreanische Schauspielerin
- Helen Kim (1899–1970), südkoreanische Politikerin, Pädagogin, Sozialaktivistin und Hochschullehrerin
- Kim Heung-soo (* 1980), südkoreanischer Skispringer
- Kim Ho (* 1944), südkoreanischer Fußballspieler und -trainer
- Kim Ho (Fußballspieler, 1998) (* 1998), südkoreanischer Fußballspieler
- Kim Ho-ja (* 1968), südkoreanische Badmintonspielerin
- Kim Ho-jun (Regisseur), südkoreanischer Filmregisseur
- Kim Ho-jun (Fußballspieler) (* 1984), südkoreanischer Fußballspieler
- Kim Ho-jun (Snowboarder) (* 1990), südkoreanischer Snowboarder
- Kim Ho-kon (Fußballspieler) (* 1951), südkoreanischer Fußballspieler und -trainer
- Kim Ho-kon (Segler) (* 1971), südkoreanischer Segler
- Kim Ho-sun (* 1926), südkoreanischer Radrennfahrer
- Kim Ho-yeon (* 1974), südkoreanischer Schriftsteller
- Kim Ho-yeong (Fußballspieler) (* 1997), südkoreanischer Fußballspieler
- Kim Ho-yeong (Fußballtrainer) (* 1969), südkoreanischer Fußballtrainer
- Kim Hong (* 2001), südkoreanischer Fußballspieler
- Kim Hong-hee (* 1948), koreanische Kunsthistorikerin, Kunstkritikerin, Kuratorin und Museumsdirektorin
- Kim Hongjoong (* 1998), südkoreanischer Sänger, Rapper, Tänzer und Musikproduzent
- Kim Hong-yeon (* 1990), südkoreanischer Fußballspieler
- Kim Hoon (* 1948), südkoreanischer Schriftsteller
- Kim Hwan-hee (* 2002), koreanische Schauspielerin
- Kim Hwan-jin (* 1983), südkoreanischer Boxer
- Kim Hwang-hyun (* 1967), nordkoreanischer Eisschnellläufer
- Kim Hwang-sik (* 1948), südkoreanischer Politiker
- Kim Hyang-mi (Tischtennisspielerin) (* 1979), nordkoreanische Tischtennisspielerin
- Kim Hyang-mi (Eishockeyspielerin) (* 1995), nordkoreanische Eishockeyspielerin
- Kim Hye-gyong (* 1993), nordkoreanische Marathonläuferin
- Kim Hye-ja (* 1941), südkoreanische Schauspielerin
- Kim Hye-jun (* 1995), südkoreanische Schauspielerin
- Kim Hye-kyong (* 1985), südkoreanische Marathonläuferin
- Kim Hye-ri (* 1990), südkoreanische Fußballspielerin
- Kim Hye-song (Boxerin) (* 1984), nordkoreanische Boxerin
- Kim Hye-song (Tischtennisspielerin), nordkoreanische Tischtennisspielerin
- Kim Hye-song (Leichtathletin) (* 1993), nordkoreanische Langstreckenläuferin
- Kim Hye-soo (* 1970), südkoreanische Schauspielerin
- Kim Hye-yeong (* 1995), südkoreanische Fußballspielerin
- Kim Hye-yong (Tischtennisspielerin) (* 1970), nordkoreanische Tischtennisspielerin
- Kim Hye-yong (Fußballspielerin) (* 2003), nordkoreanische Fußballspielerin
- Kim Hye-yoon (* 1996), südkoreanische Schauspielerin
- Kim Hyeok (* 1987), südkoreanischer Eishockeyspieler
- Kim Hyeon-woo (* 1988), südkoreanischer Ringer
- Kim Hyeong-kyu (* 1992), südkoreanischer Boxer
- Kim Hyesoon (* 1955), südkoreanische Autorin
- Hyginus Kim Hee-jong (* 1947), südkoreanischer Geistlicher, Erzbischof von Gwangju
- Kim Hyo-eun (* 1967), südkoreanische Diplomatin
- Kim Hyo-jin (* 1984), südkoreanische Schauspielerin
- Kim Hyo-jin (Fußballspieler, 1990) (* 1990), südkoreanischer Fußballspieler
- Hyo-Jung Kim (* 1988), US-amerikanische Shorttrackerin
- Kim Hyo-min (* 1995), südkoreanische Badmintonspielerin
- Kim Hyo-sub (* 1980), südkoreanischer Ringer
- Kim Hyo-yeon (* 1989), südkoreanische Sängerin und Tänzerin, siehe Hyoyeon
- Kim Hyok-bong (* 1985), nordkoreanischer Tischtennisspieler
- Kim Hyok-chol (* 1971), nordkoreanischer Diplomat
- Kim Hyon-hui (Geheimdienstagentin) (* 1962), nordkoreanische Agentin und Attentäterin
- Kim Hyon-hui (Tischtennisspielerin) (* 1979), nordkoreanische Vizeweltmeisterin und Olympiateilnehmerin
- Kim Hyok-ju (* 1994), nordkoreanischer Eishockeyspieler
- Hyon-Soo Kim (* 1956), südkoreanische Künstlerin
- Kim Hyong-jik (1894–1926), koreanischer Unabhängigkeitsaktivist während der japanischen Herrschaft
- Kim Hyong-jo (* 1978), nordkoreanischer Eishockeytorwart
- Kim Hyun-ah (* 1992), südkoreanische Sängerin und Tänzerin, siehe Hyuna
- Kim Hyun-joong (* 1986), südkoreanischer Musiker
- Kim Hyun-ki (* 1983), südkoreanischer Skispringer
- Kim Hyun-mee (* 1967), südkoreanische Handballspielerin
- Kim Hyun-soo (Fußballspieler, Februar 1973) (* 1973), südkoreanischer Fußballspieler
- Kim Hyun-soo (Fußballspieler, März 1973) (* 1973), südkoreanischer Fußballspieler
- Kim Hyun-soo (Eishockeyspieler) (* 1984), südkoreanischer Eishockeyspieler
- Kim Hyun-soo (Baseballspieler) (* 1988), südkoreanischer Baseballspieler
- Kim Hyun-soo (Rugbyspieler) (* 1988), südkoreanischer Rugbyspieler
- Kim Hyun-soo (Schauspielerin) (* 2000), südkoreanische Schauspielerin
- Kim Hyun-sung (* 1989), südkoreanischer Fußballspieler
- Kim Hyun-woo (Fußballspieler, 1989) (* 1989), südkoreanischer Fußballspieler
- Kim Hyun-woo (Fußballspieler, 1999) (* 1999), südkoreanischer Fußballspieler
- Kim Hyun-woo (Fußballspieler, 2001) (* 2001), südkoreanischer Fußballspieler
- Kim Hyung-chil (1959–2006), südkoreanischer Reiter
- Kim Hyung-il (* 1984), südkoreanischer Fußballspieler
- Kim Hyung-joon (* 1987), südkoreanischer Eishockeyspieler
- Kim Hyung-wook (1925–1979), südkoreanischer Politiker
- Hyunjin Kim (* 1975), südkoreanische Kuratorin, Autorin und Forscherin

### I
- Kim Il (Politiker) (1912/1914–1984), nordkoreanischer Politiker
- Kim Il-ch’ŏl (1933–2023), nordkoreanischer Politiker
- Kim Il-jin (* 1956), nordkoreanischer Dirigent
- Kim Il-ong (* 1971), nordkoreanischer Ringer
- Kim Il-sung (1912–1994), Koreanischer Politiker, Staatschef von Nordkorea 1948 bis 1994
- Kim Il-yeop (1896–1971), koreanische Schriftstellerin, Dichterin, Journalistin und Nonne
- Kim In (1943–2021), südkoreanischer Go-Spieler
- Ill-Young Kim (* 1973), deutscher Musiker, Moderator und Schauspieler
- Kim In-kyu (* 1993), südkoreanischer Boxer
- Kim In-su (* 1971), südkoreanischer Fußballspieler und -trainer
- Kim In-sub (* 1973), südkoreanischer Ringer
- Kim Insuk (* 1963), südkoreanische Schriftstellerin
- Kim In-wan (* 1971), südkoreanischer Fußballspieler und -trainer

### J
- Kim Ja-youn (* 1978), südkoreanische Biathletin
- Jacqueline Kim (* 1965), US-amerikanische Schauspielerin
- Kim Jae-bum (* 1985), südkoreanischer Judoka
- Kim Jae-gyu (1926–1980), südkoreanischer Militär, Politiker und Attentäter
- Kim Jae-hwan (Baseballspieler) (* 1988), südkoreanische Baseballspieler
- Kim Jae-hwan (Tennisspieler) (* 1994), südkoreanischerTennisspieler
- Kim Jae-hwan (Badminton) (* 1996), südkoreanischer Badmintonspieler
- Kim Jae-joong (* 1986), südkoreanischer Sänger und Schauspieler
- Kim Jae-ryong (* 1966), südkoreanischer Marathonläufer
- Kim Jae-shin (Diplomat) (* 1957), südkoreanischer Diplomat
- Kim Jae-shin (Fußballspieler) (* 1973), südkoreanischer Fußballspieler
- Kim Jae-soo (* 1961), südkoreanischer Bergsteiger
- Kim Jae-sung (* 1983), südkoreanischer Fußballspieler
- Kim Jae-woo (* 1998), südkoreanischer Fußballspieler
- Jaegwon Kim (1934–2019), US-amerikanischer Philosoph
- Jain Kim (* 1988), südkoreanische Sportkletterin
- James Kim (1971–2006), US-amerikanischer Redakteur
- James Kim Ji-seok (* 1940), südkoreanischer Geistlicher, Bischof von Wonju
- Jane Kim (Malerin) (* 1981), US-amerikanische Malerin und Illustratorin
- Jane Kim (Politikerin) (* 1977), US-amerikanische Politikerin
- Jane Kim (Schauspielerin), US-amerikanische Schauspielerin
- Jane Hae Kim, südkoreanisch-US-amerikanische Schauspielerin
- Kim Jang-mi (* 1992), südkoreanische Sportschützin
- Kim Jang-woo (* 1999), südkoreanischer Dreispringer
- Jay Kim (* 1939), US-amerikanischer Politiker
- Kim Je-deok (* 2004), südkoreanischer Bogenschütze
- Kim Jee-woon (* 1964), südkoreanischer Regisseur und Drehbuchautor
- Jeeyoung Kim (* 1968), südkoreanische Komponistin
- Jennifer Kim (* 1968), thailändische Sängerin
- Jennie Kim (* 1996), südkoreanische Sängerin
- Kim Jeon (1458–1523), koreanischer Politiker und Philosoph
- Jeong Han Kim (* 1962), südkoreanischer Mathematiker
- Kim Jeong-ho (Kartograf) (1804–1866), koreanischer Kartograf
- Kim Jeong-ho (Diplomat) (* 20. Jahrhundert), südkoreanischer Diplomat und Soldat
- Kim Jeong-hwan (* 1954), südkoreanischer Schriftsteller und Lyriker
- Kim Jeong-mi (* 1984), südkoreanische Fußballtorhüterin
- Kim Jeong-ryeol (1917–1992), südkoreanischer Militär und Politiker
- Kim Jeong-yeon (1914–1992), japanischer Eisschnellläufer
- Kim Ji-eun (Leichtathletin) (* 1992), südkoreanische Leichtathletin
- Kim Ji-eun (Schauspielerin) (* 1993), südkoreanische Schauspielerin
- Jihae Kim (* 1989), südkoreanische Musikerin, Komponistin, Schauspielerin und Multimediakünstlerin
- Kim Ji-hun (Schauspieler) (* 1981), koreanischer Schauspieler
- Kim Ji-hun (Fußballspieler, 1992) (* 1992), südkoreanischer Fußballspieler
- Kim Ji-hun (Radsportler) (* 1996), koreanischer Bahnradfahrer
- Kim Ji-hun (Schwimmer) (* 2000), koreanischer Schwimmer
- Kim Ji-hyeon (* 1996), südkoreanischer Fußballspieler
- Kim Ji-hyon (* 1995), südkoreanischer Freestyle-Skier
- Kim Ji-hyun (* 1974), südkoreanische Badmintonspielerin
- Kim Ji-in (* 1996), südkoreanische Schauspielerin
- Kim Ji-min (Fußballspieler, 1993) (* 1993), südkoreanischer Fußballspieler
- Kim Ji-seok (* 1989), südkoreanischer Go-Spieler
- Kim Ji-soo (Schauspielerin) (* 1972), südkoreanische Schauspielerin
- Kim Ji-soo (Skeletonpilot) (* 1994), südkoreanischer Skeletonfahrer
- Kim Ji-soo (* 1995), südkoreanische Sängerin, siehe Jisoo
- Kim Ji-soo (Fußballspieler) (* 2004), südkoreanischer Fußballspieler
- Kim Ji-su (* 2000), südkoreanische Judoka
- Kim Ji-sung (1924–1982), südkoreanischer Fußballspieler
- Kim Ji-won (Boxer) (* 1959), südkoreanischer Boxer
- Kim Ji-won (Schauspielerin) (* 1992), südkoreanische Schauspielerin
- Kim Ji-won (Badminton) (* 1995), südkoreanische Badmintonspielerin
- Kim Ji-yeon (* 1988), südkoreanische Säbelfechterin
- Kim Ji-yeong (Synchronsprecherin), (* 1976), südkoreanische Synchronsprecherin
- Kim Ji-yoo (* 1999), südkoreanische Shorttrackerin
- Kim Ji-young (Schauspielerin, 1938), (* 1938), südkoreanische Schauspielerin
- Kim Ji-young (Diplomat), (* 1951), südkoreanischer Diplomat
- Kim Ji-young (Schauspielerin, 1974), (* 1974), südkoreanische Schauspielerin
- Kim Ji-young (Ballerina), (* 1978), südkoreanische Ballerina
- Kim Ji-young (Tennisspielerin), (* 1985), südkoreanische Tennisspielerin
- Kim Ji-young (Schauspielerin, 2005), (* 2005), südkoreanische Schauspielerin
- Kim Ji-young (Turnerin), südkoreanische Turnerin
- Jim Yong Kim (* 1959), südkoreanisch-amerikanischer Arzt und Finanzmanager
- Kim Jin-hee (Fußballspielerin) (* 1981), südkoreanische Fußballspielerin
- Kim Jin-hee (Tennisspielerin) (* 1981), südkoreanische Tennisspielerin
- Kim Jin-hee (Sängerin und Schauspielerin) (* 1989), südkoreanische Sängerin und Schauspielerin
- Kim Jin-hee (Taekwondosportler), südkoreanischer Taekwondosportler
- Kim Jin-hi (* 1957), koreanische Komungospielerin und Komponistin
- Kim Jin-ho (* 1961), südkoreanische Bogenschützin
- Kim Jin-hui (Dichterin) (* 1937), südkoreanische Dichterin
- Kim Jin-hui (Moderatorin) (* 1979), südkoreanische TV-Moderatorin
- Kim Jin-hui (Volleyballspielerin) (* 1993), südkoreanische Volleyballspielerin
- Kim Jin-hyeon (* 1987), südkoreanischer Fußballspieler
- Kim Jin-hyok (* 1982), nordkoreanischer Eishockeyspieler
- Kim Jin-kyu (Fußballspieler, 1985) (* 1985), südkoreanischer Fußballspieler
- Kim Jin-kyu (Fußballspieler, 1997) (* 1997), südkoreanischer Fußballspieler
- Kim Jin-ok (* 1990), nordkoreanische Wasserspringerin
- Jinran Kim (* 1968), koreanische Künstlerin
- Kim Jin-su (* 1992), südkoreanischer Fußballspieler
- Kim Jin-sung (* 1997), südkoreanischer Fußballspieler
- Kim Jin-young (* 2000), südkoreanischer Handballspieler
- Kim Jo-sun (* 1975), südkoreanische Bogenschützin
- John Kim (* 1993), australischer Schauspieler
- John Kim Son-Tae (* 1961), südkoreanischer Geistlicher, Bischof von Jeonju
- Kim Jong (Tischtennisspielerin) (* 1989), nordkoreanische Tischtennisspielerin
- Kim Jong-boo (* 1965), südkoreanischer Fußballspieler und -trainer
- Kim Jong-cheol (Leichtathlet) (* 1935), südkoreanischer Sprinter
- Kim Jong-cheol (Fußballspieler) (* 1997), südkoreanischer Fußballspieler
- Kim Jong-chol (* 1981), nordkoreanischer Funktionär
- Kim Jong-chol (Leichtathlet) (* 1972), nordkoreanischer Marathonläufer
- Kim Jong-gak (* 1941), nordkoreanischer Politiker
- Kim Jong-gil (1926–2017), südkoreanischer Lyriker und Schriftsteller
- Kim Jong-hae (* 1941), südkoreanischer Lyriker und Verleger
- Kim Jong-hun (* 1956), nordkoreanischer Fußballspieler und -trainer
- Kim Jong-hyeok (* 1983), südkoreanischer Fußballschiedsrichter
- Kim Jonghyun (1990–2017), südkoreanischer Musiker, siehe Jonghyun
- Kim Jong-hyun (* 1985), südkoreanischer Sportschütze
- Kim Jong-il (1941/1942–2011), nordkoreanischer Politiker, Staatschef 1994 bis 2011
- Kim Jong-in (* 1994), südkoreanischer Sänger
- Kim Jong-min (* 1993), südkoreanischer Biathlet und Skilangläufer
- Kim Jong-nam (1971–2017), Sohn von Kim Jong-il
- Kim Jong-pil (Politiker) (1926–2018), südkoreanischer Politiker
- Kim Jong-pil (Fußballtrainer) (* 1955), südkoreanischer Fußballspieler und -trainer
- Kim Jong-pil (Fußballspieler, 1956) (* 1956), südkoreanischer Fußballspieler
- Kim Jong-pil (Fußballspieler, 1992) (* 1992), südkoreanischer Fußballspieler
- Kim Jong-ryul (* 1935), nordkoreanischer Agent
- Kim Jong-seok (* 1994), südkoreanischer Fußballspieler
- Kim Jong-shin (* 1970), südkoreanischer Ringer
- Kim Jong-song (* 1964), nordkoreanischer Fußballspieler
- Kim Jong-su (* 1977), nordkoreanischer Sportschütze
- Kim Jong-suk (1917–1949), Mutter von Kim Jong-il
- Kim Jong-un (* 1983/1984), Sohn von Kim Jong-il, Staatschef ab 2011
- Kim Jong-woon (Sänger) (* 1984), südkoreanischer Sänger und Schauspieler
- Kim Jong-yang (* 1961), südkoreanischer Polizeibeamter
- Jonny Kim (* 1984), US-amerikanischer Astronaut
- Kim Joo-chan (Fußballspieler, 2001) (* 2001), südkoreanischer Fußballspieler
- Kim Joo-hyuck (1972–2017), südkoreanischer Schauspieler
- Kim Joo-ryoung (* 1976), südkoreanische Schauspielerin
- Kim Joo-sung (* 1966), südkoreanischer Fußballspieler
- Kim Joo-young (* 1939), südkoreanischer Schriftsteller
- Joon Kim (* 1991), deutscher Schauspieler und Influencer
- Kim Joon-Kyo (* 1982), südkoreanischer Politiker
- Kim Joong-suk (* 1973), südkoreanischer Badmintonspieler
- Kim Ju-ae, Tochter von Kim Jong-un und seiner Frau Ri Sol-ju
- Kim Ju-eun (* 1991), südkoreanische Tennisspielerin
- Kim Ju-ha (* 2001), südkoreanische Sprinterin
- Kim Ju-ho (* 1999), südkoreanischer Hürdensprinter
- Kim Ju-hyok (* 1986), nordkoreanischer Eishockeyspieler
- Kim Ju-sung (* 2000), südkoreanischer Fußballspieler
- Juli Tschersanowitsch Kim (* 1936), russischer Dichter, Komponist, Dramatiker und Drehbuchautor
- Jun Kim (* 1988), japanisch-deutscher Fotokünstler
- Kim Jun-beom (* 1998), südkoreanischer Fußballspieler
- Kim Jun-ho (Eisschnellläufer) (* 1995), südkoreanischer Eisschnellläufer
- Kim Jun-ho (Fechter) (* 1994), südkoreanischer Fechter
- Kim Jung-eun (Schauspielerin) (* 1976), südkoreanische Schauspielerin
- Kim Jung-eun (Tennisspielerin) (* 1986), südkoreanische Tennisspielerin
- Kim Jung-eun (Basketballspielerin) (* 1987), südkoreanische Basketballspielerin
- Kim Jung-gi (1975–2022), südkoreanischer Illustrator
- Kim Jung-ho (* 1996), südkoreanischer Badmintonspieler
- Kim Jung-hwan (* 1983), südkoreanischer Fechter
- Kim Jung-hyuk (* 1971), südkoreanischer Schriftsteller
- Kim Jung-ja, südkoreanische Badmintonspielerin
- Kim Jung-jae (* um 1990), südkoreanischer Improvisationsmusiker
- Kim Jung-joo (* 1981), südkoreanischer Boxer
- Kim Jung-min (* 1999), südkoreanischer Fußballspieler
- Kim Jung-jun (* 1978), südkoreanischer Badmintonspieler
- Kim Jung-nam (* 1943), südkoreanischer Fußballspieler und -trainer
- Kim Jung-sook (* 1954), südkoreanische Sängerin und First Lady
- Kim Jung-su (* 1981), südkoreanischer Skeletonpilot und Bobfahrer
- Kim Jung-sub (* 1975), südkoreanischer Ringer
- Kim Jung-won (* 1973), nordkoreanischer Marathonläufer
- Kim Jung-woo (* 1982), südkoreanischer Fußballspieler
- Kim Jung-ya (* 1988), südkoreanischer Fußballspieler

### K
- Kim Kap-soo (* 1957), südkoreanischer Schauspieler
- Karina Kim (eigentlich Silvia Sonja Conrad; * 1966), deutsche Schlagersängerin
- Kim Kee-hee (* 1989), südkoreanischer Fußballspieler
- Kevin Kim (* 1978), US-amerikanischer Tennisspieler
- Kim Ki-bum (* 1991), südkoreanischer Sänger, siehe Key (Sänger)
- Kim Ki-dong (* 1972), südkoreanischer Fußballspieler und -trainer
- Kim Ki-duk (1960–2020), südkoreanischer Regisseur
- Kim Ki-eung (* 1990), südkoreanischer Badmintonspieler
- Kim Ki-hoon (* 1967), südkoreanischer Shorttracker
- Kim Ki-jung (* 1990), südkoreanischer Badmintonspieler, siehe Kim Gi-jung
- Kim Ki-nam (1929–2024), nordkoreanischer Politiker
- Kim Ki-nam (Diplomat), südkoreanischer Diplomat
- Kirill Kim (* 2004), kirgisischer Eishockeyspieler
- Kim Ki-soo (1939–1997), südkoreanischer Boxer
- Kim Ki-sung (* 1985), südkoreanischer Eishockeyspieler
- Kim Ki-tae (Ruderer) (* 1952), nordkoreanischer Ruderer
- Kim Ki-tae (Baseballspieler) (auch Kim Ki-tai; * 1969), südkoreanischer Baseballspieler
- Kim Ki-taek (* 1957), südkoreanischer Lyriker
- Kim Ki-taik (* 1962), südkoreanischer Tischtennisspieler
- Kim Ki-young (1919–1998), südkoreanischer Regisseur
- Kristina Alexandrowna Griwatschewa-Kim (* 1987), russische Taekwondoin
- Kim Ku-yong (1922–2001), südkoreanischer Lyriker
- Kim Kuk-chol (* 1991), nordkoreanischer Eishockeyspieler
- Kim Kuk-hyang (Gewichtheberin) (* 1993), nordkoreanische Gewichtheberin
- Kim Kuk-hyang (Wasserspringerin) (* 1999), nordkoreanische Wasserspringerin
- Kim Kuk-jin (* 1989), nordkoreanischer Fußballspieler
- Kim Kuk-thae (1924–2013), nordkoreanischer Militär und Politiker
- Kim Kuk-young (* 1991), südkoreanischer Sprinter
- Kurt Kim (1910–1977), Schweizer Politiker, Regierungsrat Aargau
- Kim Kum-il (* 1987), nordkoreanischer Fußballspieler
- Kim Kum-ok (* 1988), nordkoreanische Marathonläuferin
- Kim Kum-yong (* 2001), nordkoreanische Tischtennisspielerin
- Kim Kun-hee (* 1989), südkoreanische Tennisspielerin
- Kim Kun-woo (* 1980), südkoreanischer Zehnkämpfer
- Kim Kwan-jin (* 1949), südkoreanischer General und Politiker
- Kim Kwang-ho (* 1988), nordkoreanischer Eishockeyspieler
- Kim Kwang-hyok (Fußballspieler) (* 1985), nordkoreanischer Fußballspieler
- Kim Kwang-hyok (Eishockeyspieler) (* 1987), nordkoreanischer Eishockeyspieler
- Kim Kwang-hyok (Leichtathlet) (* 1988), nordkoreanischer Leichtathlet
- Kwang-Je Kim (* 1944), südkoreanischer Physiker
- Kim Kwang-jin (* 1995), südkoreanischer Freestyle-Skisportler
- Kim Kwan-kyu (* 1967), südkoreanischer Eisschnellläufer
- Kim Kwang-kyu (* 1941), südkoreanischer Autor
- Kim Kwang-lim (1929–2024), südkoreanischer Dichter
- Kim Kwan-kyu (* 1967), südkoreanischer Eisschnellläufer
- Kim Kwang-min (Fußballspieler, 1962) (* 1962), nordkoreanischer Fußballspieler und -trainer
- Kim Kwang-min (Fußballspieler, 1985) (* 1985), südkoreanischer Fußballspieler
- Kim Kwang-seok (1964–1996), südkoreanischer Sänger und Songwriter
- Kim Kwang-sun (* 1964), südkoreanischer Boxer
- Kim Kye-kwan (* 1943), nordkoreanischer Diplomat und Politiker

- Kim Kyong-ae (Schauspielerin) (* 1945), südkoreanische Schauspielerin
- Kim Kyeong-ae (Sportschützin) (* 1989), südkoreanische Sportschützin
- Kim Kyeong-ae (Curlerin) (* 1994), südkoreanische Curlerin
- Kim Kyeung-ran (* 1977), südkoreanische Badmintonspielerin
- Kim Kyok-sik (* vor 1944), nordkoreanischer Militär und Politiker
- Kim Kyŏng-hŭi (* 1946), nordkoreanische Politikerin
- Kim Kyong-il (Eishockeyspieler) (* 1987), nordkoreanischer Eishockeyspieler
- Kim Kyong-il (Fußballspieler) (* 1988), nordkoreanischer Fußballspieler
- Kim Kyong-hun (* 1975), südkoreanischer Taekwondoin
- Kim Kyong-hwa (* 1986), nordkoreanische Fußballspielerin
- Kim Kyong-tae (* 1997), südkoreanischer Hürdensprinter
- Kim Kyong-yong (* 2002), nordkoreanische Fußballspielerin
- Kim Kyoung-eun (* 1998), südkoreanische Freestyle-Skierin
- Kim Kyoung-min (* 1980), südkoreanische Fußballschiedsrichterassistentin
- Kim Kyoung-soo (* 1967), südkoreanischer Politiker
- Kim Kyu-hun (* 1982), südkoreanischer Eishockeyspieler
- Kim Kyu-sik (1881–1950), koreanischer Politiker
- Kim Kyung-ae (* 1988), südkoreanische Leichtathletin
- Kim Kyung-ah (* 1977), südkoreanische Tischtennisspielerin
- Kim Kyung-joong (* 1970), südkoreanischer professioneller Janggi-Spieler
- Kim Kyung-ju (* 1976), südkoreanischer Lyriker
- Kim Kyung-nam (* 1993), südkoreanische Biathletin
- Kim Kyung-roul (1980–2015), südkoreanischer Karambolagespieler
- Kim Kyung-tae (Eishockeyspieler) (* 1979), südkoreanischer Eishockeyspieler
- Kim Kyung-tae (Biathlet) (* 1980), südkoreanischer Biathlet
- Kim Kyung-tae (Golfspieler) (* 1986), südkoreanischer Golfspieler
- Kim Kyung-tae (Badminton) (* um 1990), südkoreanischer Badmintonspieler
- Kim Kyung-uk (* 1971), südkoreanischer Schriftsteller
- Kim Kyung-wook (* 1970), südkoreanische Bogenschützin

### L
- Kim Lia (* 1999), südkoreanische Shorttrackerin
- Kim Lim-hwan (* 1992), südkoreanischer Judoka
- Lauren Mary Kim (* 1981), US-amerikanische Schauspielerin und Stuntfrau
- Lucas Kim Un-hoe (* 1944), südkoreanischer Geistlicher, Bischof von Chuncheon

### M
- Mai Thi Nguyen-Kim (* 1987), deutsche Wissenschaftsjournalistin und Moderatorin
- Magnus Kim (* 1998), südkoreanischer Skilangläufer, siehe Magnus Bøe
- Marina Jewgenjewna Kim (* 1983), russische Fernsehmoderatorin
- Kim Mee-hyang (* 1973), südkoreanische Badmintonspielerin
- Kim Mi-gyong (* 1990), nordkoreanische Marathonläuferin
- Kim Mi-kyung (Leichtathletin) (* 1967), südkoreanische Marathonläuferin
- Kim Mi-kyung (Comiczeichnerin), südkoreanische Comiczeichnerin
- Kim Mi-kyung (Schauspielerin) (* 1963), südkoreanische Schauspielerin
- Kim Mi-rae (* 2001), nordkoreanische Wasserspringerin
- Kim Mi-seon (* 1987), südkoreanische Biathletin
- Kim Mi-soo (1992–2022), südkoreanische Schauspielerin und Model
- Kim Mi-yeon (* 1979), südkoreanische Curlerin
- Mihamm Kim-Rauchholz (* 1971), südkoreanische Theologin
- Mikyoung Kim (* 1968), US-amerikanische Landschaftsarchitektin und Stadtplanerin
- Min Clara Kim (* 1966), deutsche Malerin
- Kim Min-chan (Curler) (* 1987), südkoreanischer Curler
- Kim Min-chan (Musiker) (* 1986), südkoreanischer Jazzmusiker
- Kim Min-chul (* 1991), südkoreanischer E-Sportler
- Kim Min-gyu, Sänger und Rapper
- Kim Min-hee (* 1982), südkoreanische Schauspielerin
- Kim Min-ho (Fußballspieler, 1991) (* 1991), südkoreanischer Fußballspieler
- Kim Min-ho (* 2000), südkoreanischer Fußballspieler
- Kim Min-hyeok (Fußballspieler, Februar 1992), südkoreanischer Fußballspieler
- Kim Min-hyeok (Fußballspieler, August 1992), südkoreanischer Fußballspieler
- Kim Min-hyeok (Fußballspieler, 2000), südkoreanischer Fußballspieler
- Minhyong Kim, koreanischer Mathematiker und Hochschullehrer
- Kim Min-jae (Baseballspieler) (* 1973), südkoreanischer Baseballspieler
- Kim Min-jae (Schauspieler, 1979) (* 1979), südkoreanischer Schauspieler
- Kim Min-jae (Gewichtheber) (* 1983), südkoreanischer Gewichtheber
- Kim Min-jae (Schauspieler, 1996) (* 1996), südkoreanischer Schauspieler und Rapper
- Kim Min-jae (Fußballspieler) (* 1996), südkoreanischer Fußballspieler
- Kim Min-ji (* 1995), südkoreanische Leichtathletin
- Kim Min-ji (Badminton) (* 1999), südkoreanische Badmintonspielerin
- Kim Min-jong (* 2000), südkoreanischer Judoka
- Kim Min-jun (Fußballspieler, 1994) (früher Kim Dae-ho; * 1994), südkoreanischer Fußballspieler
- Kim Min-jun (Fußballspieler, 2000) (* 2000), südkoreanischer Fußballtorhüter
- Kim Min-jung (Shorttrackerin) (* 1985), südkoreanische Shorttrackerin
- Kim Min-jung (Badminton) (* 1986), südkoreanische Badmintonspielerin
- Kim Min-jung (Sportschützin) (* 1997), südkoreanische Sportschützin
- Kim Min-ki (1951–2024), südkoreanischer Sänger, Songwriter und Theaterregisseur
- Kim Min-kyu (Fußballspieler, 2000) (* 2000), südkoreanischer Fußballspieler
- Kim Min-kyun (Fußballspieler) (* 1988), südkoreanischer Fußballspieler
- Kim Min-kyun (Leichtathlet) (* 1989), südkoreanischer Sprinter
- Kim Min-seo (* 1987), südkoreanische Badmintonspielerin
- Kim Min-seok (Politiker) (* 1964), südkoreanischer Politiker, seit 2025 Premierminister
- Kim Min-seok (Schwimmer) (* 1979), südkoreanischer Schwimmer
- Kim Min-seok (Schauspieler) (* 1990), südkoreanischer Schauspieler
- Kim Min-seok (Tischtennisspieler) (* 1992), südkoreanischer Tischtennisspieler
- Kim Min-seok (Ringer) (* 1993), südkoreanischer Ringer
- Kim Min-seok (Eiskunstläufer) (* 1993), südkoreanischer Eiskunstläufer
- Kim Min-seok (Fußballspieler) (* 1997), südkoreanischer Fußballspieler
- Kim Min-seok (Eisschnellläufer) (* 1999), südkoreanischer Eisschnellläufer
- Kim Min-soo (* 1975), südkoreanischer Judoka
- Kim Min-sun (* 1979), südkoreanische Schauspielerin, siehe Kim Gyu-ri (Schauspielerin, August 1979)
- Kim Min-sun (Eisschnellläuferin) (* 1999), südkoreanische Eisschnellläuferin
- Kim Min-tae (* 1993), südkoreanischer Fußballspieler
- Kim Min-woo (Baseballspieler, 1979) (* 1979), südkoreanischer Baseballspieler
- Kim Min-woo (Eiskunstläufer) (* 1986), südkoreanischer Eiskunstläufer
- Kim Min-woo (Fußballspieler) (* 1990), südkoreanischer Fußballspieler
- Kim Min-woo (Baseballspieler, 1995) (* 1995), südkoreanischer Baseballspieler
- Kim Min-woo (Curler) (* 1996), südkoreanischer Curler
- Kim Min-woo (Skilangläufer) (* 1998), südkoreanischer Skilangläufer
- Kim Moo-kyo (* 1975), südkoreanische Tischtennisspielerin
- Kim Moon-hi (* 1988), südkoreanische Badmintonspielerin
- Kim Moon-hwan (* 1995), südkoreanischer Fußballspieler
- Kim Moon-soo (Autor) (1939–2012), koreanischer Autor
- Kim Moon-soo (Badminton) (geb. 1963), koreanischer Badmintonspieler
- Kim Moon-soo (Politiker) (geb. 1951), koreanischer Politiker
- Kim Mu-yeol (* 1982), südkoreanischer Schauspieler
- Kim Myeong-jae (* 1994), südkoreanischer Fußballspieler
- Kim Myeong-min (* 1972), südkoreanischer Schauspieler
- Kim Myeong-soo (* 1959), südkoreanischer Richter
- Kim Myong-chol (Autor) (* 1944), koreanisch-japanischer Autor, Herausgeber und Politikberater
- Kim Myong-chol (Fußballspieler) (* 1985), nordkoreanischer Fußballspieler
- Kim Myong-chol (Eishockeyspieler) (* 1988), nordkoreanischer Eishockeyspieler
- Kim Myong-gil (* 1984), nordkoreanischer Fußballtorhüter
- Kim Myong-guk (1940–2016), nordkoreanischer Politiker und General
- Kim Myong-hwa (* 1967), nordkoreanische Sportschützin
- Kim Myong-nam (* 1969), nordkoreanischer Gewichtheber
- Kim Myong-suk (* 1947), nordkoreanische Volleyballspielerin
- Kim Myŏng-sun (1896–1951), südkoreanische Schriftstellerin und Lyrikerin
- Kim Myong-won (* 1983), nordkoreanischer Fußballspieler
- Kim Myung-guk (um 1600–1662), koreanischer Maler
- Kim MyungIn (* 1946), südkoreanischer Lyriker

### N
- Nahamm Kim (* 1969), südkoreanische Theologin
- Kim Na-ri (* 1990), südkoreanische Tennisspielerin
- Kim Na-young (Judoka) (* 1988), südkoreanische Judoka
- Kim Na-young (Eiskunstläuferin) (* 1990), südkoreanische Eiskunstläuferin
- Kim Na-young (Badminton, 1991) (* 1991), südkoreanische Badmintonspielerin
- Kim Na-young (Badminton, 1995) (* 1995), südkoreanische Badmintonspielerin (auch Kim Na-yeoung)
- Kim Na-young (Badminton, 2003) (* 2003), südkoreanische Badmintonspielerin
- Kim Na-young (Badminton, 2007) (* 2007), südkoreanische Badmintonspielerin
- Kim Na-young (Shorttrackerin), südkoreanische Shorttrackerin
- Kim Nam-gil (* 1981), südkoreanischer Schauspieler
- Kim Nam-hyok (* 1992), nordkoreanischer Eishockeyspieler
- Kim Nam-il (* 1977), südkoreanischer Fußballspieler
- Kim Nam-jo (1927–2023), südkoreanische Lyrikerin und Essayistin
- Kim Nam-joon (* 1994), südkoreanischer Sänger und Rapper
- Kim Nam-soon (* 1980), südkoreanische Bogenschützin
- Nelli Wladimirowna Kim (* 1957), sowjetische Turnerin

### O
- Kim Ok-gyun (1851–1894), koreanischer Politiker
- Kim Ok-soon (* 1949), nordkoreanische Eisschnellläuferin
- Kim Ok-vin (* 1987), südkoreanische Schauspielerin
- Olesya Kim (* 2002), usbekische Tennisspielerin
- Kim Ŏn (* 1973), südkoreanischer Lyriker

### P
- Kim Pan-gon (* 1969), südkoreanischer Fußballspieler und -trainer
- Kim Pan-keun (* 1966), südkoreanischer Fußballspieler
- Paul Kim Ok-kyun (1925–2010), südkoreanischer Geistlicher, Weihbischof von Seoul
- Paul Kim Tchang-ryeol (* 1927), südkoreanischer Geistlicher, Bischof von Cheju
- Paul H. Kim, US-amerikanischer Schauspieler
- Kim Pen Xva (1905–1974), Vorsitzender der Kollektivwirtschaft (Polar Star)
- Peter S. Kim (* 1958), US-amerikanischer Biochemiker
- Philip Kim (Physiker) (* 1968), südkoreanischer Physiker
- Philip Kim (Breakdancer) (* 1997), kanadischer Breaker
- Kim Pom-hyok (* 2000), nordkoreanischer Fußballspieler
- Kim Poong-joo (* 1964), südkoreanischer Fußballspieler
- Kim Pyung-rae (* 1987), südkoreanischer Fußballspieler
- Kim Pyŏl-a (* 1969), südkoreanische Schriftstellerin
- Kim Pyong-hae (* 1941), nordkoreanischer Politiker
- Kim Pyong-il (* 1954), nordkoreanischer Diplomat
- Kim Pyung-seok (* 1958), südkoreanischer Fußballspieler und -trainer

### R
- Kim Rae-won (* 1981), südkoreanischer Schauspieler und Model
- Randall Duk Kim (* 1943), US-amerikanischer Schauspieler
- Richard Kim (1917–2001), US-amerikanischer Kampfkünstler
- Kim Ryeo-ryeong (* 1971), südkoreanische Schriftstellerin
- Kim Ryon-hyang (* 1992), nordkoreanische Skirennläuferin

### S
- Kim Sa-in (* 1956), südkoreanischer Lyriker und Literaturkritiker
- Kim Sae-ron (2000–2025), südkoreanische Schauspielerin
- Sandra Kim (* 1972), belgische Sängerin
- Kim Sa-rang (Schauspielerin) (* 1978), südkoreanische Schauspielerin und Model
- Kim Sa-rang (Sänger) (* 1981), südkoreanischer Singer-Songwriter
- Kim Sa-rang (Badminton) (* 1989), südkoreanischer Badmintonspieler
- Kim Sam-soo (* 1963), südkoreanischer Fußballspieler
- Kim Sang-ho (* 1964), südkoreanischer Fußballspieler und -trainer
- Kim Sang-yeob (* 2004), südkoreanischer Eishockeyspieler
- Kim Sang-hyun (* 1955), südkoreanischer Boxer
- Kim Sang-jin (* 1967), südkoreanischer Regisseur, Autor und Produzent
- Kim Sang-ok (1920–2004), koreanischer Lyriker
- Kim Sang-shik (* 1976), südkoreanischer Fußballspieler
- Kim Sang-woo (* 1975), südkoreanischer Fußballschiedsrichter
- Kim Sang-wook (* 1988), südkoreanischer Eishockeyspieler
- Kim Se-hoon (* 1991), südkoreanischer Fußballspieler
- Kim Se-hyun (Baseballspieler) (* 1987), südkoreanischer Baseballspieler
- Kim Se-hyun (Tennisspielerin) (* 1995), südkoreanische Tennisspielerin
- Kim Se-hyun (Schauspielerin) (* 1999), südkoreanische Schauspielerin
- Kim Se-jeong (* 1996), südkoreanische Popsängerin und Schauspielerin
- Kim Se-jin (* 1974), südkoreanischer Volleyballtrainer
- Kim Seok-jin (* 1992), südkoreanischer Sänger
- Kim Seol (* 2011), südkoreanische Kinderdarstellerin
- Kim Seong-min, südkoreanischer Sozialunternehmer
- Kim Seong-sik (* 1992), südkoreanischer Fußballspieler
- Kim Seo-ra (* 1993), südkoreanische Biathletin
- Kim Seon-su (* 1989), südkoreanische Biathletin
- Kim Seon-yeong (* 1993), südkoreanische Curlerin
- Kim Seong-dong (1947–2022), südkoreanischer Schriftsteller
- Kim Sung-hoon (Biologe) (* 1958), südkoreanischer Biologe
- Kim Seong-hun (Regisseur) (* 1971), südkoreanischer Filmregisseur
- Kim Sung-hoon (* 1974), südkoreanischer Filmregisseur
- Kim Sung-hoon (Pianist) (* 1978), südkoreanischer Pianist
- Kim Seong-hun (* 1978), wirklicher Name des Schauspielers Ha Jung-woo
- Kim Seong-hun (Fußballspieler) (* 1991), südkoreanischer Fußballspieler
- Kim Seong-hye (* 1965), nordkoreanische Politikerin
- Kim Seong-hyeon (Golfspieler) (* 1998), südkoreanischer Golfspieler
- Kim Seong-jip (1919–2016), südkoreanischer Gewichtheber
- Kim Seong-kon (* 1949), südkoreanischer Journalist
- Kim Seong-mi (* 1997), südkoreanische Fußballspielerin
- Kim Seong-sik (* 1992), südkoreanischer Fußballspieler
- Kim Seong-soo (Politiker) (1891–1955), südkoreanischer Journalist, Politiker und Unabhängigkeitsaktivist
- Kim Seong-soo (Fußballspieler) (* 1992), südkoreanischer Fußballspieler
- Kim Seong-su, früherer Name von Kim Myeong-jin (1869–1920), koreanischer Unabhängigkeitsaktivist
- Kim Seong-su (Unternehmer, 1922) (1922–2007), koreanischer Unternehmer
- Kim Seong-su (Politiker, 1953) (* 1953), südkoreanischer Politiker
- Kim Seong-su (Fernsehmoderator) (* 1959), südkoreanischer Fernsehmoderator
- Kim Seong-su (Unternehmer, 1962) (* 1962), südkoreanischer Unternehmer
- Kim Seong-su (Fußballspieler, 1963) (* 1963), südkoreanischer Fußballspieler
- Kim Seong-su (Politiker, 1967) (* 1967), südkoreanischer Politiker
- Kim Seong-su (Sänger) (* 1968), südkoreanischer Sänger
- Kim Seong-su (Regisseur, 1971) (* 1971), südkoreanischer Filmregisseur
- Kim Seoung-il (* 1990), südkoreanischer Shorttracker
- Sergey Kim (* 1987), österreichischer Komponist kasachischer Herkunft
- Kim Seung-gyu (* 1990), südkoreanischer Fußballspieler
- Kim Seung-hee (* 1952), südkoreanische Schriftstellerin und Lyrikerin
- Kim Seung-il (* 1945), nordkoreanischer Fußballspieler
- Kim Seung-jun (Sprecher) (* 1967), südkoreanischer Sprecher
- Kim Seung-jun (Fußballspieler) (* 1994), südkoreanischer Fußballspieler
- Kim Seung-jun (Ringer) (* 1995), südkoreanischer Ringer
- Kim Seung-myung (* 1987), südkoreanischer Fußballspieler
- Kim Seung-o (* 1978), südkoreanischer Film- und Fernsehschauspieler
- Kim Seung-ok (* 1941), südkoreanischer Schriftsteller
- Kim Seung-yong (* 1985), südkoreanischer Fußballspieler
- Kim Shin-wook (* 1988), südkoreanischer Fußballspieler
- Kim Shin-young (* 1975), südkoreanische Badmintonspielerin
- Kim Si-a (* 2008), südkoreanische Schauspielerin
- Kim Si-hwan (* 2004), südkoreanischer Eishockeyspieler
- Kim Si-seup (1435–1493), koreanischer Gelehrter
- Simon Kim Jong-Gang (* 1965), südkoreanischer Geistlicher, Bischof von Cheongju
- Simon Kim Ju-young (* 1970), südkoreanischer Geistlicher, Bischof von Chuncheon
- Kim Sin Yong (* 1945), südkoreanischer Lyriker und Schriftsteller
- Sky Kim (* 1982), südkoreanisch-australischer Bogenschütze
- Kim So-eun (* 1989), südkoreanische Schauspielerin
- Kim So-hee (* 1976), südkoreanische Shorttrackerin
- Kim So-hui (* 1994), südkoreanische Taekwondoin
- Gim So-hui (* 1996), südkoreanische Skirennläuferin
- Kim So-hyun (* 1999), südkoreanische Schauspielerin
- So-Jin Kim (* 1976), südkoreanische Malerin
- Kim So-jung (Tennisspielerin), (* 1986), südkoreanische Tennisspielerin
- Kim So-jung (Sängerin) (* 1989), südkoreanische Sängerin
- Kim So-jung (Badminton), südkoreanische Badmintonspielerin
- Kim So-wŏl (1902–1934), koreanischer Lyriker
- Kim So-yeon (Poetin) (* 1967), südkoreanische Poetin
- Kim So-yeon (Model) (* 1978), südkoreanisches Model
- Kim So-yeon (Schauspielerin, 1980), südkoreanische Schauspielerin
- Kim So-yeon (Badminton) (* 1982), südkoreanische Badmintonspielerin
- Kim So-yeon (Schauspielerin, 1984), südkoreanische Schauspielerin
- Kim So-yeon (Leichtathletin) (* 1990), südkoreanische Sprinterin
- Kim So-yeon (Schauspielerin, 1996), südkoreanische Schauspielerin
- Kim So-yeon (Schauspielerin, 2002), südkoreanische Schauspielerin
- So-yeon Schröder-Kim (* 1970), südkoreanische Managerin, Dolmetscherin und Übersetzerin
- Kim So-young (* 1992), südkoreanische Badmintonspielerin
- Kim So-young (Taekwondoin) (* um 1965), südkoreanische Taekwondoin
- Kim Sok-pom (* 1925), Schriftsteller koreanischer Herkunft
- Kim Sokyuth (* 1999), kambodschanischer Fußballspieler
- Kim Sohyi (* 1965), südkoreanisch-österreichische Köchin
- Kim Sol-song (* 1974), Tochter von Kim Il-sung und Frau Kim Jong-suk
- Kim Son-hui (* 1992), nordkoreanische Leichtathletin
- Kim Song-ae († 2014), nordkoreanische Politikerin
- Kim Song-chol (* 1983), nordkoreanischer Fußballspieler
- Kim Song-gi (* 1988), nordkoreanischer Fußballspieler
- Kim Song-guk (Boxer) (* 1984), nordkoreanischer Boxer
- Kim Song-guk (Sportschütze) (* 1985), nordkoreanischer Sportschütze
- Kim Song Gun (* 1945), nordkoreanischer Maler
- Kim Song-gun (Eishockeyspieler) (* 1991), nordkoreanischer Eishockeyspieler
- Kim Song-ho (* 1982), nordkoreanischer Fußballschiedsrichter

- Kim Song-hui (Eisschnellläufer) (* 1965), nordkoreanischer Eisschnellläufer
- Kim Song-hui (Tischtennisspieler) (* 1968), nordkoreanischer Tischtennisspieler
- Kim Song-hui (Fußballspielerin) (* 1987), nordkoreanische Fußballspielerin
- Kim Song-i (* 1994), nordkoreanische Tischtennisspielerin
- Kim Song-nam (* 1992), nordkoreanischer Tischtennisspieler
- Kim Song-soon (* 1940), nordkoreanische Eisschnellläuferin
- Kim Song-sun (* 1995), nordkoreanischer Fußballspieler
- Soo-Bong Kim (* 1960), südkoreanischer Physiker
- Kim Soo-hyun (Radsportlerin), südkoreanische Radsportlerin
- Kim Soo-hyun (Regisseur) (* 1968), südkoreanischer Regisseur
- Kim Soo-hyun (Schauspielerin, 1985) (* 1985), südkoreanische Schauspielerin
- Kim Soo-hyun (Schauspieler, 1988) (* 1988), südkoreanischer Schauspieler
- Kim Soo-ja (* 1957), südkoreanische Künstlerin
- Kim Soo-nyung (* 1971), südkoreanische Bogenschützin
- Kim Soo-young (1921–1968), koreanischer Lyriker und Übersetzer
- Stephen Kim Sou-hwan (1922–2009), südkoreanischer Geistlicher, Erzbischof von Seoul
- Soun-Gui Kim (* 1946), koreanische Medienkünstlerin
- Su Kim, koreanisch-amerikanische Filmproduzentin
- Kim Su-dae (* 1942), nordkoreanische Volleyballspielerin
- Kim Su-ji (* 1998), südkoreanische Wasserspringerin
- Kim Su-jin (Schwimmerin) (* 1974), südkoreanische Schwimmerin
- Kim Su-jin (Curlerin) (* 1999), südkoreanische Curlerin
- Sukyeon Kim (* 1988), koreanische Pianistin
- Kim Sun-bin (* 1995), südkoreanischer Fußballspieler
- Kim Sun-min (* 1976), südkoreanisch-US-amerikanische Kinderbuchautorin
- Kim Sun-yong (* 1987), südkoreanischer Tennisspieler
- Kim Sun-woo (* 1970), südkoreanische Schriftstellerin und Lyrikerin
- Kim Sung-gan (1912–1984), südkoreanischer Fußballspieler
- Sung-Hee Kim-Wüst (* 1971), koreanisch-deutsche Pianistin
- Kim Sung-ho (* 1970), südkoreanischer Fußballschiedsrichter
- Kim Sung-hwan (* 1953), südkoreanischer Diplomat und Politiker
- Kim Sung-hwan (Fußballspieler, 1986) (* 1986), südkoreanischer Fußballspieler
- Kim Sung-hyun (* 1993), südkoreanischer Fußballspieler
- Kim Sung-jun (1953–1989), südkoreanischer Boxer
- Kim Su-jung (* 2004), südkoreanische Schauspielerin
- Kim Sung-kil (* 1983), südkoreanischer Fußballspieler
- Kim Sung-kyun (* 1980), südkoreanischer Schauspieler
- Kim Sung-soo (* 1975), südkoreanischer Schauspieler und Fernsehmoderator
- Kim Sung-soo (Regisseur, 1938) (1938–2004), südkoreanischer Filmregisseur
- Kim Sung-su (Regisseur, 1961) (* 1961), südkoreanischer Filmregisseur
- Sung Y. Kim (* 1960), US-amerikanischer Diplomat
- Sunwook Kim (* 1988), südkoreanischer Pianist

### T
- Kim Tae-gyun (Regisseur) (* 1960), südkoreanischer Regisseur und Drehbuchautor
- Kim Tae-gyun (Baseballspieler) (* 1971), südkoreanischer Baseballspieler
- Kim Tae-gyun (Radsportler), südkoreanischer Radsportler
- Kim Tae-hee (* 1980), südkoreanische Schauspielerin
- Kim Tae-ho (* 1962), südkoreanischer Politiker (GNP)
- Kim Tae-hui (* 2005), südkoreanische Hammerwerferin
- Kim Tae-hun (* 1994), südkoreanischer Taekwondoin
- Kim Tae-hwan (Fußballspieler, 1989) (* 1989), südkoreanischer Fußballspieler
- Kim Tae-hwan (Curler) (* 1990), südkoreanischer Curler
- Kim Tae-hwan (Fußballspieler, 2000) (* 2000), südkoreanischer Fußballspieler
- Kim Tae-hyeon (* 2000), südkoreanischer Fußballspieler
- Kim Tae-hyun (* 1969), südkoreanischer Gewichtheber
- Kim Tae-hyung (* 1995), südkoreanischer Sänger
- Kim Tae-kyun (* 1982), südkoreanischer Baseballspieler
- Kim Tae-kyung (Eiskunstläuferin) (* 1998), südkoreanische Eiskunstläuferin
- Kim Tae-kyung (Eishockeyspieler) (* 1999), südkoreanischer Eishockeytorwart
- Kim Tae-min (* 1982), südkoreanischer Fußballspieler
- Kim Tae-ri (* 1990), südkoreanische Schauspielerin
- Kim Tae-seong (Komponist) (* 1979), südkoreanischer Komponist
- Kim Tae-seong (Kameramann), südkoreanischer Kameramann
- Kim Tae-shik (* 1957), südkoreanischer Boxer
- Kim Tae-su (* 1981), südkoreanischer Fußballspieler
- Kim Tae-wan (* 1971), südkoreanischer Fußballspieler und -trainer
- Kim Tae-woo (* 1962), südkoreanischer Ringer
- Kim Tae-woong (* 1994), südkoreanischer Fußballspieler
- Kim Tae-yeon (Fußballspieler, 1988) (* 1988), südkoreanischer Fußballspieler
- Kim Tae-yeon (* 1989), südkoreanische Sängerin, siehe Taeyeon

- Kim Tae-young (Offizier) (1949–2025), südkoreanischer Offizier und Politiker
- Kim Tae-young (Fußballspieler, 1970) (* 1970), südkoreanischer Fußballspieler
- Kim Tae-young (Fußballspieler, 1982) (* 1982), südkoreanischer Fußballspieler
- Kim Tae-young (Fußballspieler, 1987) (* 1987), südkoreanischer Fußballspieler
- Kim Taehyung (* 1995), südkoreanischer Sänger, siehe V (Sänger)
- Kim Tae-yun (Fußballspieler) (* 1986), südkoreanischer Fußballspieler
- Kim Tae-yun (* 1994), südkoreanischer Eisschnellläufer
- Kim Taek-soo (* 1970), südkoreanischer Tischtennisspieler
- Kim Tai-chung (1957–2011), südkoreanischer Schauspieler
- Kim Tai-soo (Architekt) (* 1936), koreanischer Architekt
- Kim Tai-soo (Filmemacher) (* 1939), südkoreanischer Filmemacher und Politiker
- Kim Tai-soo (Linguist) (* 1957)
- Kim Takhwan (* 1968), südkoreanischer Schriftsteller und Literaturkritiker
- Kim Tal-su (1919–1997), japanischer Schriftsteller
- Kim Tok-hun (* 1961), nordkoreanischer Politiker
- Tomaz Kim (1915–1967), angolanischer Lyriker und Übersetzer
- Kim Tong-in (1900–1951), koreanischer Schriftsteller
- Kim Tong-ni (1913–1995), südkoreanischer Schriftsteller
- Kim Tschoon Su (* 1957), südkoreanischer Künstler

### U
- Kim U-gil (* 1949), nordkoreanischer Boxer
- Kim Ui-seok (Regisseur, 1957) (* 1957), südkoreanischer Filmregisseur
- Kim Ui-seok (Regisseur, 1983) (* 1983), südkoreanischer Filmregisseur
- Kim Ui-yeon (* 1994), südkoreanischer Sprinter
- Kim Un-bae (1913–1980), koreanischer Marathonläufer
- Kim Un-chol (* 1979), nordkoreanischer Boxer
- Kim Un-guk (* 1988), nordkoreanischer Gewichtheber
- Kim Un-hui (* 1999), nordkoreanische Fußballspielerin
- Kim Un-hyang (Wasserspringerin) (* 1991), nordkoreanische Wasserspringerin
- Kim Un-hyang (Eishockeyspielerin) (* 1992), nordkoreanische Eishockeyspielerin
- Kim Un-hyang (Fußballspielerin) (* 1993), nordkoreanische Fußballspielerin
- Kim Un-jong (Turnerin) (* 1986), nordkoreanische Turnerin
- Kim Un-jong (Eishockeyspielerin) (* 1992), nordkoreanische Eishockeyspielerin
- Kim Un-ju (* 1989), nordkoreanische Gewichtheberin
- Kim Un-son (* 1954), nordkoreanischer Ruderer
- Kim Un-su (* 1972), südkoreanischer Autor
- Kim Ung-yong (* 1962), südkoreanischer Physiker

### V
- V. Narry Kim (* 1969), südkoreanische Molekularbiologin und Hochschullehrerin

### W
- W. Chan Kim, US-amerikanischer Wirtschaftswissenschaftler
- Kim Wan (* 1961), südkoreanischer Tischtennisspieler
- Kim Wan-ki (* 1968), südkoreanischer Marathonläufer
- Kim Weon-kee (1962–2017), südkoreanischer Ringer
- Kim Whanki (1913–1974), südkoreanischer Maler
- Wladimir Kim (* 1960), kasachischer Unternehmer
- Kim Won-gyun (1917–2002), nordkoreanischer Politiker und Komponist
- Kim Won-ho (* 1999), südkoreanischer Badmintonspieler
- Kim Won-hong (* 1945), nordkoreanischer Politiker und General
- Kim Won-il (* 1942), südkoreanischer Schriftsteller
- Kim Won-jin (Leichtathlet) (* 1968), südkoreanischer Weitspringer
- Kim Won-jin (Fechter) (* 1984), südkoreanischer Fechter
- Kim Won-jin (Judoka) (* 1992), südkoreanischer Judoka
- Kim Won-jun (Sänger) (bekannt als Dearro; * 1973), südkoreanischer Sänger und Schauspieler
- Kim Won-jun (Eishockeyspieler) (* 1991), südkoreanischer Eishockeyspieler
- Kim Won-jung (* 1984), südkoreanischer Eishockeyspieler
- Kim Wŏn-u (* 1947), südkoreanischer Schriftsteller
- Kim Woo-bin (* 1989), südkoreanischer Schauspieler
- Kim Woo-hyung (* 1969), südkoreanischer Kameramann
- Kim Woo-jae (* 1979), südkoreanischer Eishockeyspieler
- Kim Woo-jin (* 1992), südkoreanischer Bogenschütze
- Kim Woo-min (* 2001), südkoreanischer Schwimmer
- Kim Woo-sung (* 1987), südkoreanischer Fußballschiedsrichter
- Kim Woo-young (* 1988), südkoreanischer Eishockeyspieler

### Y
- Kim Yang-gon (1942–2015), nordkoreanischer Politiker
- Kim Yang-Shik (* 1931), koreanische Lyrikerin, Essayistin, Übersetzerin und Indologin
- Kim Ye-ji (Sportschützin) (* 1992), südkoreanische Sportschützin
- Kim Ye-ji (Badmintonspielerin) (* 1994), südkoreanische Badmintonspielerin
- Kim Ye-ji (Ruderin) (* 1994), südkoreanische Ruderin
- Kim Ye-ji (Schauspielerin, geboren 1994) (* 1994), südkoreanische Schauspielerin
- Kim Ye-ji (Volleyballspielerin) (* 1995), südkoreanische Volleyballspielerin
- Kim Ye-ji (Sängerin) (* 1996), südkoreanische Sängerin und Mitglied der Rockband KARDI
- Kim Ye-ji (Schauspielerin) (* 1997), südkoreanische Schauspielerin
- Kim Ye-ji (Schauspielerin, geboren 2000) (* 2000), südkoreanische Schauspielerin
- Kim Ye-jin (* 1999), südkoreanische Shorttrackerin
- Kim Ye-lim (* 2003), südkoreanische Eiskunstläuferin
- Kim Ye-rim (* 1999), südkoreanische Sängerin, siehe Red Velvet (Band) #Yeri
- Kim Yeo-yeong (* 1979), südkoreanische Wasserspringerin
- Kim Yeon-ji (Taekwondoin) (* 1981), südkoreanische Taekwondoin
- Kim Yeon-ji (Sängerin) (* 1986), südkoreanische Sängerin
- Kim Yeon-ju (Basketballspielerin) (* 1986), südkoreanische Basketballspielerin
- Kim Yeon-jung, eigentlicher Name von Kenzie (Songwriterin) (* 1976), südkoreanische Songwriterin und Produzentin
- Kim Yeon-koung (* 1988), südkoreanische Volleyballspielerin
- Kim Yeon-su (* 1970), südkoreanischer Schriftsteller
- Kim Yeon-su (Fußballspieler) (* 1993), südkoreanischer Fußballspieler
- Yeong E. Kim, US-amerikanischer Physiker
- Kim Yeong-hyeon (Schriftsteller) (1955–2025), südkoreanischer Schriftsteller, Lyriker und Verleger
- Kim Yeong-hyeon (Schwimmer) (* 2004), südkoreanischer Schwimmer
- Kim Yeong-mi (* 1991), südkoreanische Curlerin
- Kim Yeong-nam (Fußballspieler) (* 1991), südkoreanischer Fußballspieler
- Kim Yeong-nam (Wasserspringer) (* 1996), südkoreanischer Wasserspringer
- Yeonju Sarah Kim (* 1981), südkoreanische Organistin
- Kim Yeun-ja (* 1943), nordkoreanische Volleyballspielerin
- Kim Yi-su (* 1953), südkoreanischer Richter
- Kim Yi-yong (* 1973), südkoreanischer Marathonläufer
- Kim Yo-jong (* 1987), nordkoreanische Persönlichkeit, Tochter von Kim Jong-il
- Yona Kim, koreanisch-deutsche Opernregisseurin und Librettistin
- Kim Yong-ae (* 1983), nordkoreanische Fußballspielerin
- Kim Yong-chol (* 1945/1946), nordkoreanischer Politiker und General
- Kim Yŏng-ch’un (1935–2018), nordkoreanischer Militär und Politiker
- Kim Yong-dae (* 1979), südkoreanischer Fußballtorwart
- Kim Yong-gyu (* 1993), südkoreanischer Biathlet
- Kim Yong-hwa (* 1971), südkoreanischer Regisseur
- Kim Yong-hyun (* 1978), südkoreanischer Badmintonspieler
- Kim Yong-ik (1920–1995), südkoreanischer Schriftsteller
- Kim Yong-ik (Judoka) (* 1947), nordkoreanischer Judoka
- Kim Yong-il (* 1944), nordkoreanischer Politiker und Regierungschef
- Kim Yong-ji (* 1991), südkoreanische Schauspielerin
- Kim Yŏng-ju (1920–2021), nordkoreanischer Politiker
- Kim Yong-jun (* 1983), nordkoreanischer Fußballspieler
- Kim Yong-kang (* 1965), südkoreanischer Boxer
- Kim Yŏng-nam (* 1928), Staatsoberhaupt von Nordkorea
- Kim Yong-se (* 1962), südkoreanischer Fußballspieler
- Kim Yong-sik (Fußballspieler) (1910–1985), japanisch-südkoreanischer Fußballspieler
- Kim Yong-sik (Ringer) (* 1967), nordkoreanischer Ringer
- Kim Yong-su (* 1979), nordkoreanischer Fußballspieler
- Kim Yoo-jin (Fußballspieler) (* 1983), südkoreanischer Fußballspieler
- Kim Yoo-jin (* 1993), südkoreanischer E-Sportler
- Kim Yoo-suk (* 1982), südkoreanischer Stabhochspringer
- Kim Yoon-man (* 1973), südkoreanischer Eisschnellläufer
- Kim Yoon-mi (* 1980), südkoreanische Shorttrackerin
- Kim Yoon-hwan (* 1985), südkoreanischer Eishockeyspieler
- Kim Yoon-seok (* 1968), südkoreanischer Schauspieler
- Kim You-Young, koreanische Bratschistin
- Young Kim (* 1962), US-amerikanische Politikerin
- Kim Young-bin (Fußballspieler, 1984) (* 1984), südkoreanischer Fußballspieler
- Kim Young-bin (Fußballspieler, 1991) (* 1991), südkoreanischer Fußballspieler
- Kim Young-bin (Leichtathlet) (* 1998), südkoreanischer Leichtathlet
- Kim Young-chul (* 1976), südkoreanischer Fußballspieler
- Kim Young-gil (* 1974), südkoreanischer Badmintonspieler
- Kim Young-gwan (1925–2021), südkoreanischer Admiral und Diplomat
- Kim Young-gwon (* 1990), südkoreanischer Fußballspieler
- Kim Young-ha (* 1968), südkoreanischer Schriftsteller
- Kim Young-hee (Bildhauerin) (* 1944), südkoreanische Bildhauerin
- Kim Young-hee (Basketballspielerin) (1963–2023), südkoreanische Basketballspielerin
- Kim Young-ho (* 1971), südkoreanischer Fechter
- Kim Young-Ja (* 1983), südkoreanische Biathletin
- Young-Kee Kim (* 1962), koreanisch-amerikanische Physikerin
- Kim Young-kwang (Fußballspieler, 1983) (* 1983), südkoreanischer Fußballtorhüter
- Kim Young-kwang (Fußballspieler, 1987) (* 1987), südkoreanischer Fußballspieler
- Kim Young-kwang (Schauspieler) (* 1987), südkoreanischer Schauspieler
- Kim Young-nam (* 1960), südkoreanischer Ringer
- Kim Young-ok (* 1966), südkoreanische Eisschnellläuferin
- Kim Young-sam (1927–2015), südkoreanischer Politiker, Staatspräsident 1993 bis 1998
- Young-Shin Kim (* 1979), deutsch-chinesische Schauspielerin
- Kim Young-sook (Ehefrau von Kim Jong-il) (* 1947), Ehefrau von Kim Jong-il
- Kim Young-sook (Hockeyspielerin) (* 1965), südkoreanische Hockeyspielerin
- Kim Young-su (* 1972), südkoreanischer Fußballschiedsrichter
- Kim Young-suk (* 1959), südkoreanischer Verwaltungsbeamter
- Kim Young-woon (* 1985), südkoreanischer Popsänger und Schauspieler
- Kim Yong Taik (* 1948), südkoreanischer Lyriker
- Kim Yu-jeong (Schiedsrichterin), südkoreanische Fußballschiedsrichterin
- Kim Yu-jeong (Schauspielerin) (* 1999), südkoreanische Schauspielerin
- Kim Yu-jin (Taekwondoin, 1991) (* 1991), südkoreanische Taekwondoin
- Kim Yu-jin (Leichtathletin) (* 1996), südkoreanische Leichtathletin
- Kim Yu-jin (Taekwondoin, 2000) (* 2000), südkoreanische Taekwondoin
- Kim Yu-jin (Tennisspielerin) (* 2005), südkoreanische Tennisspielerin
- Kim Yu-jŏng (1908–1937), südkoreanischer Schriftsteller
- Kim Yu-rim (* 1990), südkoreanische Eisschnellläuferin
- Kim Yu-song (* 1995), nordkoreanischer Fußballspieler
- Kim Yun-mi (Hockeyspielerin) (* 1980), südkoreanische Feldhockeyspielerin
- Kim Yun-mi (Tischtennisspielerin) (* 1981), nordkoreanische Tischtennisspielerin
- Kim Yun-mi (Sportschützin) (* 1982), südkoreanische Sportschützin
- Kim Yun-mi (Fußballspielerin) (* 1993), nordkoreanische Fußballspielerin
- Kim Yun-ja (* um 1960), südkoreanische Badmintonspielerin
- Kim Yun-jae (* 1990), südkoreanischer Shorttracker
- Kim Yun-ji (* 1989), südkoreanische Fußballspielerin
- Kim Yuna (* 1990), südkoreanische Eiskunstläuferin
- Yung-Han Kim (* 1946), südkoreanischer Theologe und Priester
- Kim Yung-kil (* 1944), nordkoreanischer Fußballspieler
- Kim Yunjin (* 1973), südkoreanisch-amerikanische Schauspielerin

### Z
- Kim Zung-bok (* 1945), nordkoreanische Volleyballspielerin